# Drupadia connexa
Drupadia connexa är en fjärilsart som beskrevs av Riley 1945. Drupadia connexa ingår i släktet Drupadia och familjen juvelvingar. Inga underarter finns listade i Catalogue of Life.